# Карстови води
Карстови води се образуват в земите с млади варовици – сарматски, еоценски, горнокредни. В тях валежните води се просмукват и се проявяват под формата на големи карстови извори. В България има около 90 карстови извора. Близо 1/10 от площта на България е заета от карстови терени, а общият годишен обем на карстовите води се изчислява на 697 млн. m³ или 40% от всички води в страната.

## Образуване на карстовите води
Попадащата вода посредством повърхностия отток в тези райони предизвиква процесите на химическо изветряне и породените от него морфолитогенни особености. Горепосочените скали се различават помежду си по степента на податливост на химично изветряне. В атмосферните води се съдържат в известно количество въглена, хумусна и други киселини, които при попадане върху карстовата повърхнина влизат във взаимодействие. В зависимост от химичното съдържание на водите се определя и степента им на агресивност към скалите и съответно степента им на въздействие. Попадналата атмосферна вода върху карстовите терени се стича по първично обусловените от разломността на скалите цепнатини и изветряйки ги химично, тя ги разширява и увеличава пропускателната им способност. Този първичен процес се проявява чрез образуването на кари или цели карови полета. Попадналите в подобен релеф атмосферните води се задържат почти изцяло в тези негативни микрорелефни форми, като само малка част се изпарява обратно в атмосферата. При задържането на водата в карите част от водната маса прониква по миниатюрни пукнатини навътре в скалите. При развитието на карстови морфолитогенни процеси местата на карите се заемат от по-големите форми валози. В тях водата се събира в единен басейн. Натрупването на почва във валозите води до повишаването на агресивността на попадналите води в него, като по този начин се ускорява процесът на проникване на водите в дълбочина на скалите. Валогът се превръща в понор и попадналата вода във водосбора му започва да понира. Когато отворът на понора се разшири достатъчно, почвата пропада и той е пряк колектор за падналите валежи, а не са и редки случаите, когато цели реки се губят в понорното отверствие.
Водите, които се движат в низходяща посока през вертикалните карстови канали, навлизат и изпълват в дълбочина всички пукнатини на карстовия масив. След това вследствие на налягането те се придвижват по хоризонтален път през всички пукнатини, имащи връзка с нивото на най-близката река. С протичането на тези процеси пукнатините се превръщат в система от широки канали, езера и водопади. Движението на води в карстовите масиви първо е с вертикално направление, като след това то приема хоризонтален характер. Важен принцип е, че зоните на вертикална и хоризонтална циркулация на карстовите води са в тясна зависимост от тектонските процеси и дълбочината на долинното всичане – при издигане на карстовия масив става всичане на речната долина, а тъй като тя по своята същност е хоризонтална циркулация и е свързана с ерозионния базис, то зоната на вертикална циркулация се удълбава, за да достигне своя ерозионен базис и профил на равновесие.

## Карстови води в България
Големи карстови извори са се образували в зоната на Стара планина, Краището, Средна гора, Рило-Родопския масив и по-малко в Дунавската равнина.
- Девненски карстови извори – Девня
- Врелото – Крачимир
- Извора – Палилула
- Извор – Монтана
- Извор – Кобиляк
- Пещерата – Бял Извор
- Бистрен – Бистрец
- Лудото езеро – Враца
- Езерото – Паволче
- Извор – Лютаджик
- Житолюб – Лакатник
- Пещта – Искрен
- Злидолски – р. Нишава
- Извори – Опицвет
- Извори – Безден
- Глава Панега – Златна Панега
- Топля – Голяма Желязна
- Пещерата – Мусина
- Извора – Котел
- Топлика – Беренде
- Врелото – яз. Студена
- Халкабунар – Чирпан
- Текира – Чирпан
- Докузак – Малко Търново
- Язо – Разлог
- Топлици – Мусомища
- Бистрец – Петрово
- Клептуза – Велинград
- Три водици – Три водици
- 40-те извора – Мулдава
- Настански – Девин
- Беденски – Беден
- Мугленски – Мугла
- Хубча – Соколовци
- Елен чешма - Варна